# بوب لانيير
بوب لانيير (بالإنجليزية: Bob Lanier)‏ هو محامي وسياسي أمريكي، ولد في 10 مارس 1925 في باي تاون في الولايات المتحدة، وتوفي في 20 ديسمبر 2014 في هيوستن في الولايات المتحدة. حزبياً، نشط في الحزب الديمقراطي.